# Saint-Bernard (Górny Ren)
Saint-Bernard – miejscowość i gmina we Francji, w regionie Grand Est, w departamencie Górny Ren.
Według danych na rok 1990 gminę zamieszkiwały 382 osoby, a gęstość zaludnienia wynosiła 63 osób/km² (wśród 903 gmin Alzacji Saint-Bernard plasuje się na 538. miejscu pod względem liczby ludności, natomiast pod względem powierzchni na miejscu 429.).